# گغاکرت
گغاکرت (به ارمنی: Գեղակերտ) یک روستا در ارمنستان است که در استان آرماویر واقع شده‌است. گغاکرت در ۱۸ کیلومتری شمال شرق آرماویر، مرکز استان آرماویر واقع شده‌است.

## خصوصیات
گغاکرت ۶٫۵۸ کیلومترمربع مساحت و ۲٬۵۴۵ نفر جمعیت دارد و ۸۸۵ (۸۸۰) متر بالاتر از سطح دریا واقع شده‌است.
| سال   | ۱۸۳۱ | ۱۸۹۷ | ۱۹۲۶ | ۱۹۳۹ | ۱۹۵۹ | ۱۹۷۰ | ۱۹۷۹ | ۲۰۰۱ | ۲۰۰۴ |
| جمعیت | ۴۰۰  | ۱۱۸۰ | ۱۲۲۲ | ۱۲۱۱ | ۱۵۰۷ | ۲۵۷۰ | ۲۰۷۰ | ۲۴۵۸ | ۲۵۱۷ |

## نگارخانه

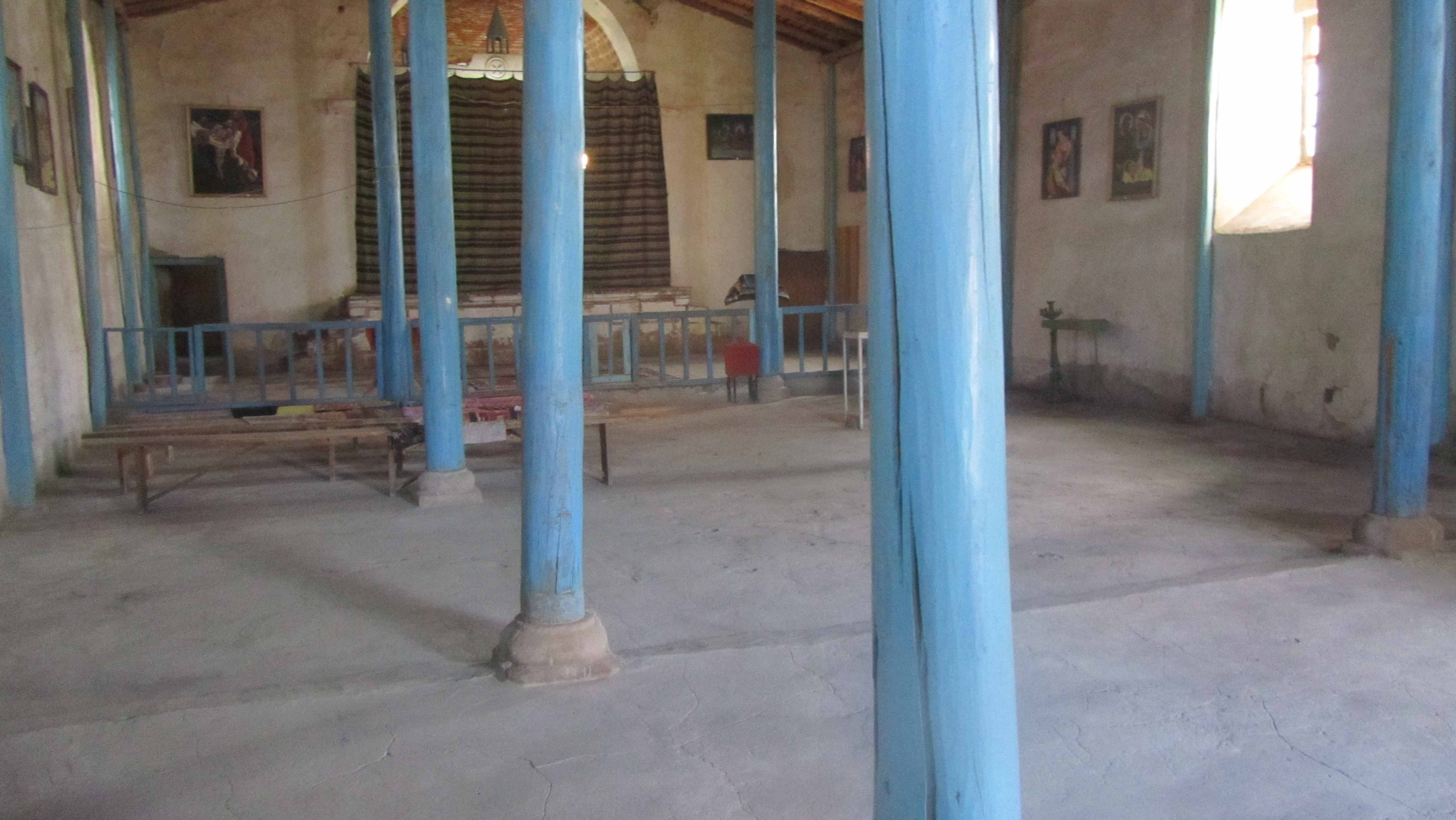
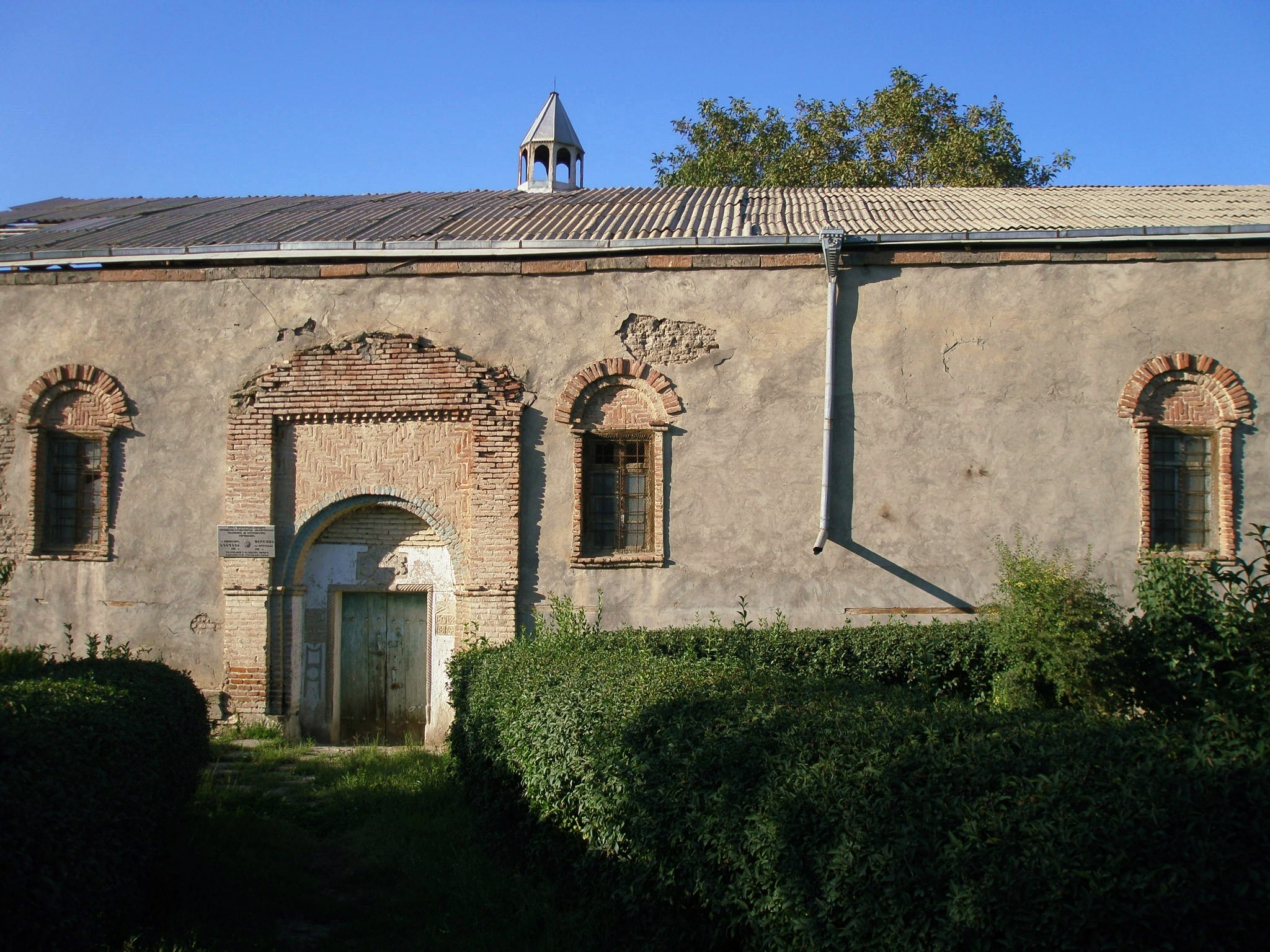
South façade and entrance of S. Harutyun Church (13th century)
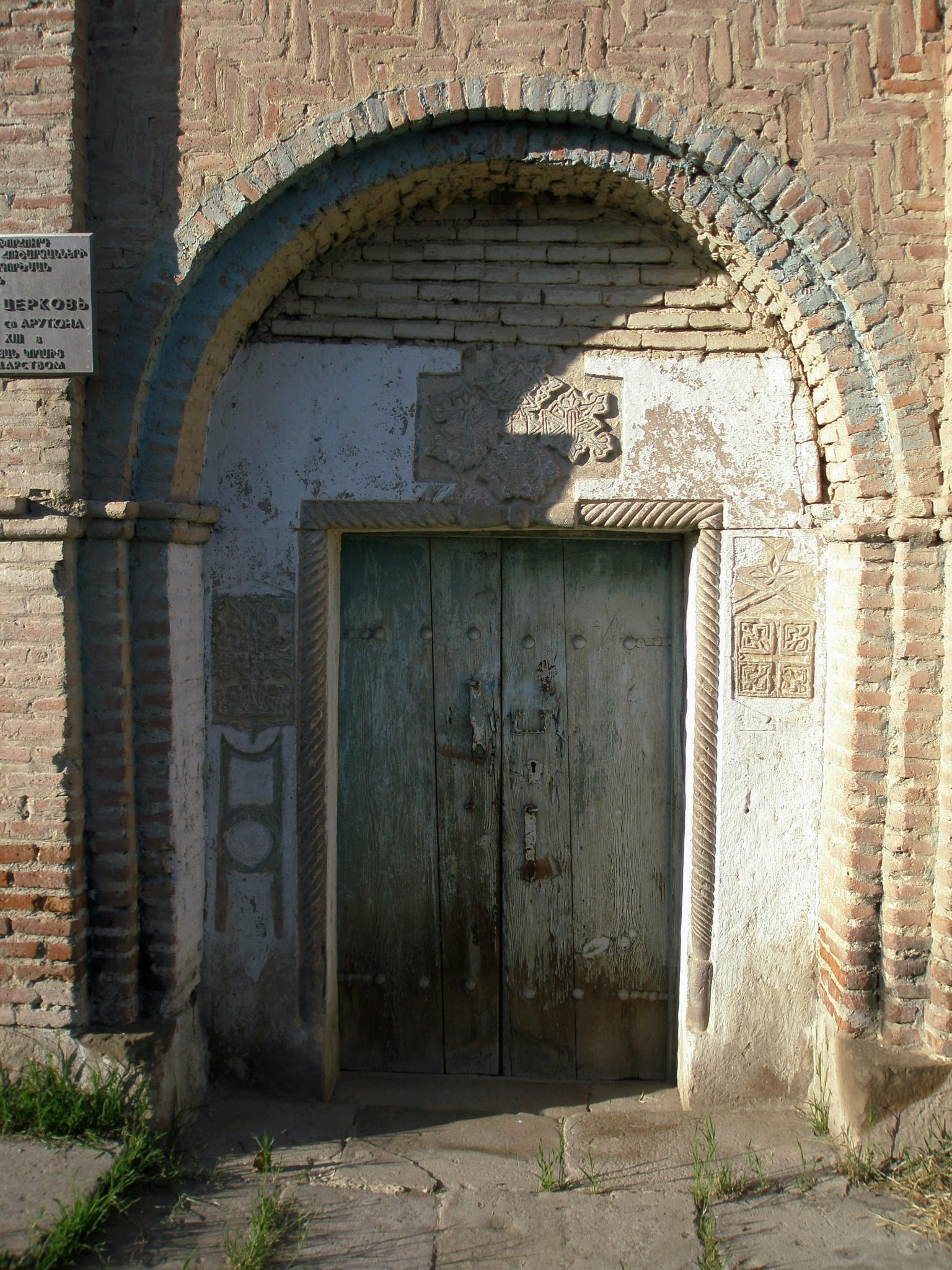
South entrance